# 淡水郡
淡水郡（たんすゐぐん）為台灣日治時期的行政區劃之一。該郡隸屬台北州。
淡水郡役所設於淡水街，所址為今新北市政府警察局淡水分局。淡水郡管轄淡水街、八里、三芝、石門。轄域即今淡水區、八里區、三芝區、石門區等地。

## 統計
| 街名   | 面積 （km²） | 人口（人） | 人口（人） | 人口（人） | 人口（人） | 人口（人） | 人口（人） | 人口密度 （人/km²） |
| 街名   | 面積 （km²） | 本籍       | 本籍       | 本籍       | 國籍       | 國籍       | 計         | 人口密度 （人/km²） |
| 街名   | 面積 （km²） | 臺灣       | 內地       | 朝鮮       | 中華民國   | 其他國家   | 計         | 人口密度 （人/km²） |
| ------ | ------------ | ---------- | ---------- | ---------- | ---------- | ---------- | ---------- | ------------------- |
| 淡水街 | 70.6565      | 27,475     | 1,181      | 5          | 345        | 10         | 29,016     | 411                 |
| 八里   | 39.4933      | 7,279      | 32         | 0          | 18         | 0          | 7,329      | 186                 |
| 三芝   | 65.9909      | 11,457     | 43         | 0          | 32         | 0          | 11,542     | 175                 |
| 石門   | 51.2645      | 8,300      | 35         | 0          | 27         | 0          | 8,362      | 163                 |
| 淡水郡 | 227.4052     | 54,521     | 1,291      | 5          | 422        | 10         | 56,249     | 247                 |

## 歷任郡守
| 任次 | 肖像 | 姓名 (生–卒)             | 在任時間       | 在任時間       | 備註 |
| ---- | ---- | ------------------------ | -------------- | -------------- | ---- |
| 1    |      | 藤代三九三 (？–？)       | 1920年9月1日   | 1924年12月23日 |      |
| 2    |      | 鈴木秀夫 (1898–1986)     | 1924年12月23日 | 1926年12月23日 |      |
| 3    |      | 山本正一 (1884–？)       | 1926年12月23日 | 1928年9月18日  |      |
| 4    |      | 荒木藤吉 (？–？)         | 1928年9月18日  | 1929年11月15日 |      |
| 5    |      | 西村德一 (？–？)         | 1929年11月15日 | 1931年5月23日  |      |
| 6    |      | 鈴樹忠信 (1905–？)       | 1931年5月23日  | 1932年4月21日  |      |
| 7    |      | 田中國一 (？–？)         | 1932年4月21日  | 1935年9月2日   |      |
| 8    |      | 星野力 (？–？)           | 1935年9月2日   | 1937年8月16日  |      |
| 9    |      | 狩野正好 (？–？)         | 1937年8月16日  | 1938年8月25日  |      |
| 10   |      | 久武猛彥 (？–？)         | 1938年8月25日  | 1939年5月19日  |      |
| 11   |      | 久保庄太夫 (？–？)       | 1939年5月19日  | 1940年10月28日 |      |
| 12   |      | 坂井要次郎 (？–？)       | 1940年10月28日 | 1942年8月7日   |      |
| 13   |      | 河村（後藤）尚平 (？–？) | 1942年8月7日   | 1943年6月22日  |      |
| 14   |      | 高野義武 (？–？)         | 1943年6月22日  | 1944年12月15日 |      |
| 15   |      | 井上由己 (？–？)         | 1944年12月15日 | 1945年7月27日  |      |
| 16   |      | 藤原喜太郎 (？–？)       | 1945年7月27日  | 1945年7月27日  |      |

### 附註
1. ↑  原財務局會計課屬。
2. ↑  原專賣局庶務課事務官。
3. ↑  改任警務局警務課事務官。
4. ↑  原臺北州警務部衛生課長。
5. ↑  改任新竹州大溪郡守。
6. ↑  原臺南州嘉義郡守。
7. ↑  原財務局金融課屬。
8. ↑  改任臺北州警務部警務課長。
9. ↑  原內務局地方課屬。
10. ↑  改任新竹州警務部警務課長。
11. ↑  原殖產局山林課屬。
12. ↑  改任臺北州宜蘭郡守。
13. ↑  原臺南州警務部警務課長兼理蕃課長。
14. ↑  改任高雄州內務部教育課長。
15. ↑  原殖產局特產課屬。
16. ↑  改任臺東廳勸業課長。
17. ↑  原內務局地方課屬。
18. ↑  改任高雄州警務部高等警察課。
19. ↑  原總督官房審議室屬。
20. ↑  改任臺北州七星郡守。
21. ↑  原總督官房祕書官室屬兼人事課屬。
22. ↑  原總督官房審議室屬。
23. ↑  改任財務局事務官。
24. ↑  原國土局道路課屬。
25. ↑  原礦工局土木課理事官。

## 後續發展
戰後，1945年3月重慶國民政府通過之台灣接管計劃綱要地方政制中，將淡水郡與新莊郡合併為淡水縣，為該地方政制的30個縣之一。1945年10月，因台灣省行政長官公署認為該政制不符實際，因此「台灣接管計劃地方政制」並未實施，僅將州廳－郡－街、庄各級行政區改稱縣－區－鎮、鄉，淡水郡改稱淡水區。1947年七星區撤銷，汐止、士林、北投、內湖改隸於淡水區。